# 華西駅
華西駅（ファソえき）は、大韓民国の京畿道水原市八達区華西2洞にある韓国鉄道公社（KORAIL）の駅。
乗り入れている路線は、線路名称上は京釜線であるが、当駅には電車線を走る京釜電鉄線（首都圏電鉄1号線）電車のみが停車する。駅番号は(P154)。

## 駅構造
2面2線の相対式ホームが1面2線の島式ホームを挟む形の合計3面4線の地上駅で、橋上駅舎を有する。外側の相対式ホームのみを使用している。開業当初は1面2線の島式ホームだったが、1981年の京釜電鉄線複々線化の際に外側に相対式ホームを設置した。内側のホームは現在停車する列車はなく、長期間使用されていないためかなり荒れ果てている。
出口は1-1番・1-2番（駅東側）と2番（駅西側）の合計3ヶ所ある。

### のりば
| 1 | 京釜電鉄線         | 水原・西東灘・天安・新昌方面       |
|   | 京釜電鉄線・京釜線 | 通過線                             |
|   | 京釜電鉄線・京釜線 | 通過線                             |
| 2 | 京釜電鉄線         | 九老・ソウル駅・清凉里・光云大方面 |

## 利用状況
近年の一日平均乗車人員推移は下記の通り。
| 路線       | 乗車人員 | 乗車人員 | 乗車人員 | 乗車人員 | 乗車人員 | 乗車人員 | 乗車人員 | 乗車人員 | 乗車人員 | 乗車人員 | 乗車人員 | 乗車人員 | 注 釈 |
| 路線       | 2000年   | 2001年   | 2002年   | 2003年   | 2004年   | 2005年   | 2006年   | 2007年   | 2008年   | 2009年   | 2010年   | 2011年   | 注 釈 |
| ---------- | -------- | -------- | -------- | -------- | -------- | -------- | -------- | -------- | -------- | -------- | -------- | -------- | ----- |
| 京釜電鉄線 | 8667     | 10021    | 11992    | 12369    | 9428     | 9563     | 9258     | 9393     | 9186     | 8727     | 8700     | 8703     | [ 1 ] |

## 駅周辺
- KT&G水原支店
- 商工会議所
- 水城高等学校（朝鮮語版）
- 長安高等学校（朝鮮語版）
- 水原医療院
- 熟知初等学校
- 熟知中学校
- 熟知高等学校（朝鮮語版）
- 交通安全管理公団 京畿支社
- 農村振興庁
- 中小企業庁
- 韓国農林水産情報センター（朝鮮語版）
- 西湖公園
- 栗賢中学校
- 栗峴初等学校
- スターフィールド水原

## 歴史
- 1974年8月15日 - 開業。
- 1981年12月23日 - 京釜電鉄線が水原駅まで複々線化。使用するホームを外側の相対式ホームに移動。
- 1997年7月10日 - 無配置簡易駅に格下げ。
- 2010年7月30日 - 出入口2ヶ所新設[2]。
- 2023年 - 新盆唐線と乗換駅になる予定。

## 隣の駅
韓国鉄道公社　
京釜電鉄線　
急行　
通過　
緩行　
成均館大駅 (P153) - 華西駅 (P154) - 水原駅 (P155)　